# Batonishvili

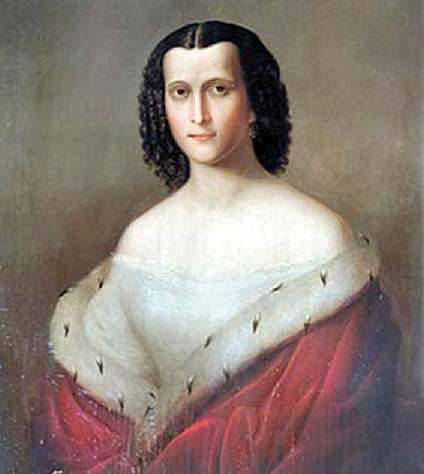
Batonishvili Nino, Princesa de Mingrelia.

Batonishvili (en georgiano: ბატონიშვილი, romanizado: Batonishvili, lit. 'hijo de un batoni (señor o soberano)') es un título para príncipes y princesas reales que descienden de los reyes de Georgia  de la dinastía Bagrationi y los nombres llevan este sufijo, como por ejemplo, Alejandro Batonishvili, Juan Batonishvili o la princesa Nino Batonishvili. El título finalmente fue asumido no solo por los hijos del rey gobernante (mepe), sino por todos los descendientes varones de reyes anteriores por línea masculina. El atributo habitual o la forma de direccionar a un batonishvili era "უგანათლებულესი" (uganatlebulesi) ('Más brillante' o 'Más alto').
Hubo varios tipos de nobles en las monarquías del Cáucaso, algunos de los cuales ejercieron, a veces, su autoridad más o menos soberanamente, y cuyos títulos tienden a confundirse con el título y rango de batonishvili cuando se traducen del georgiano a otros idiomas. Esto se debe en parte a que no existen equivalentes occidentales precisos para esos títulos, y en parte a que todos llegaron a ser traducidos por la palabra rusa para príncipe, knyaz, a medida que Rusia dominó e influyó cada vez más en la región.
Al Tratado de Georgievsk de 1783 entre Georgia y Rusia, se le adjuntó una lista de familias con título georgiano, en conformidad con la promesa del Artículo IX por la que Rusia permitiría a esas familias '... disfrutar de los mismos privilegios y ventajas otorgados a la nobleza rusa'. Inexplicablemente, la lista no diferenciaba entre los rangos de las familias incluidas allí (aunque aparentemente estaban en orden descendente de rango). Rusia finalmente los agregó a todos al Quinto Libro de Nobleza, donde ya se incluían nobles que tenían el título de príncipe aunque no tuviesen derecho a rango soberano o cuasisoberano. La primera familia de la lista del tratado fue la de Bagrationi, a la que pertenecía el rey y agnates de Georgia, pero a partir de entonces, a ellos y a todas las demás familias se les otorgó el título de knyaz con el rango de noble ordinario en Rusia.
De hecho, los miembros de las ramas Kartli-Kajetia, Mujrani e Imericia de la dinastía bagrátida llevaban el título de batonishvili en Georgia y tuvieron descendientes que vivieron en Rusia en el siglo XIX. Los herederos de Kajetia e Imereti habían sido deportados a Rusia después de que sus reinos fueron anexados en 1801 y 1810, respectivamente. Sin embargo, en la corte rusa se les permitió llevar el título ruso equivalente a batonishvili, el de zarévich, hasta 1833, un año después del "golpe" fallido para restaurar la corona georgiana que había sido dirigido por Alejandro Batonishvili. En adelante, los herederos reales de Georgia y sus descendientes fueron degradados a knyaz, como el príncipe Gruzinsky y el príncipe Imeretinsky.